# Flavio de Luna

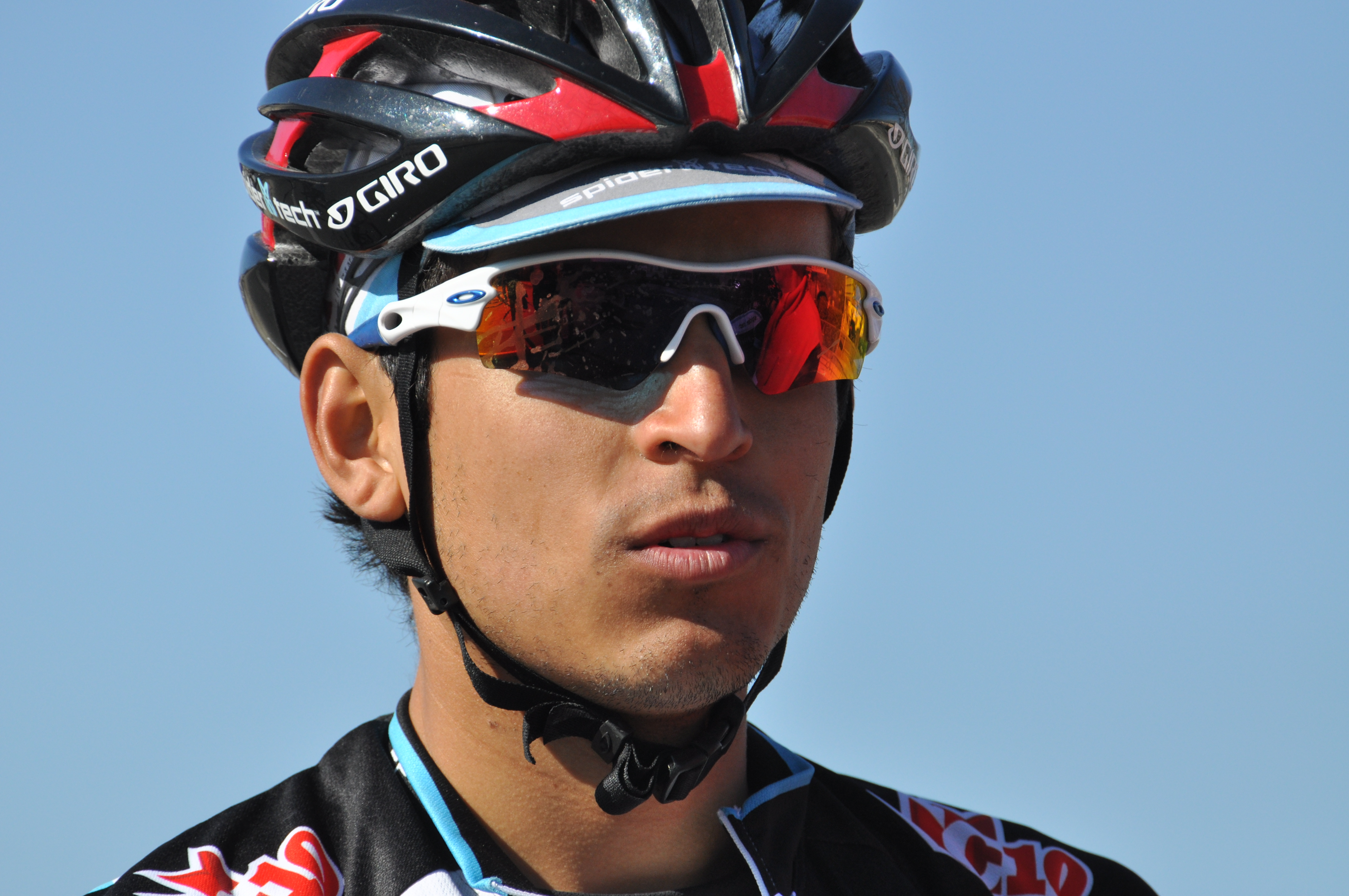
Flavio de Luna

Flavio Alejandro de Luna Davila (* 26. Januar 1990) ist ein mexikanischer Straßenradrennfahrer.
Flavio de Luna belegte 2009 bei den Nationalen Olympischen Spielen in Mexiko den zweiten Platz im Einzelzeitfahren der U23-Klasse. Seit 2010 fährt er für das kanadische Continental Team SpiderTech-Planet Energy. In seinem ersten Jahr dort belegte er bei der Vuelta a la Independencia Nacional den siebten Platz in der Gesamtwertung und bei der Vuelta Mexico gewann er die fünfte Etappe in Cuautla.

## Erfolge
2010
- eine Etappe Vuelta Mexico

2015
- Mexikanische Meisterschaft – Einzelzeitfahren

## Teams
- 2010 SpiderTech-Planet Energy
- 2011 Team SpiderTech-C10
- 2012 SpiderTech-C10
- 2013 Team SmartStop-Mountain Khakis (ab 1. Juli)